# László Sepsi
László Sepsi (Luduș, 7 giugno 1986) è un ex calciatore rumeno, di ruolo difensore.